# Congrès universel d'espéranto de 1912
Pour un article plus général, voir Congrès universel d'espéranto.
Le congrès universel d’espéranto de 1912 est le 8e congrès universel d’espéranto, organisé en août 1912, à Cracovie en Pologne. 